# Lieve Wierinck
Godelieve (Lieve) Wierinck (Leuven, 3 juli 1957) is een Belgisch apotheker en politica namens de Open Vld.

## Levensloop
Wierinck werd beroepshalve apotheker.
Van 2011 tot 2014 was Wierinck lid van de Kamer van volksvertegenwoordigers als vervangster van Guy Vanhengel, die minister werd in de Brusselse Hoofdstedelijke Regering. Tevens was zij van 1994 tot 2018 gemeenteraadslid van Zaventem, waar ze van 2001 tot 2012 OCMW-voorzitter en van 2012 tot 2013 schepen is geweest. Bij de verkiezingen van 2018 stelde ze zich geen kandidaat meer. In de zomer van 2011 werd darmkanker bij haar vastgesteld, maar ze overwon de ziekte.
Na de lokale verkiezingen van 2012 werd zij genoemd als opvolger van Francis Vermeiren als burgemeester van Zaventem, zij zou hem opvolgen vanaf 2016. Een arrest van de Raad van State verhinderde dat echter daar verschillende raadsleden een dubbele voordracht van schepenen hadden ondertekend. Door de vernietiging van de aanduiding van het nieuwe college trad hierdoor het oude schepencollege automatisch terug in functie. Hierdoor verloor Wierinck tevens haar schepenmandaat.
Bij de verkiezingen voor het Europees Parlement in 2014 stond Wierinck op de derde plaats op de opvolgerslijst van Open Vld. Op 4 mei 2016 werd zij benoemd tot lid van het Europees Parlement in opvolging van Philippe De Backer, die was afgetreden vanwege zijn benoeming tot staatssecretaris in de regering-Michel I. Ze bleef Europees Parlementslid tot in mei 2019, toen ze niet werd herkozen. Dit betekende het einde van haar politieke loopbaan.
Van 2015 tot 2016 was Wierinck tevens voorzitster van de nationale afdeling van de VLD-Vrouwen, in deze hoedanigheid volgde ze Hilde Vautmans op.